# 諏訪佐市
諏訪 佐市（すわ さいち、1908年9月10日 - 1989年5月24日）は、日本の競馬騎手、調教師。
1926年に阪神競馬倶楽部で騎手デビューし、最高格競走・帝室御賞典で2勝を挙げるなど活躍。1937年より調教師騎手兼業となったが、太平洋戦争中に一時廃業。1954年より再び調教師として復帰し、それぞれ桜花賞に優勝したミスリラ、スギヒメなどを手掛けた。1989年に定年引退。

## 経歴
千葉県香取郡出身。1924年に阪神競馬倶楽部（鳴尾競馬場）の新堂捨蔵厩舎に入門し、1926年に騎手免許を取得した。騎手としての成績詳細は不明だが、スモールジャック、ダイナモといった騎乗馬で帝室御賞典を制したほか、14勝を挙げた抽籤馬スモールドウターなどで活躍し、男ぶりの良さもあり関西では武田文吾、大久保亀治と並ぶ花形騎手であったという。
1937年に調教師・騎手兼業となったが、太平洋戦争の勃発とその激化に伴い1944年から競馬開催が大幅に縮小（翌年休止）されると郷里の千葉に戻り、しばしラッカセイ作りで生計をたてた。
日本中央競馬会が発足した1954年、調教師として復帰。中京競馬場に所属し、後に「ダテ」の冠名でも知られた浅野国次郎が顧客としてついた。1956年には浅野の所有馬ミスリラで桜花賞に優勝し、クラシック競走初制覇を果たす。1961年にはスギヒメで再び桜花賞を制した。管理下からの八大競走優勝馬はこの2頭のみであったが、他にも1964年から66年にかけて重賞8勝を挙げたバリモスニセイや、1967年の中山大障害（秋）を制したヤマニンダイヤなど、数々の重賞勝利馬を手掛けた。1966年には優秀調教師賞を、1971年には調教技術賞を受賞した。
相馬眼や血統についての造詣は高く評価され、数々の有力馬主からの後援を受けた。調教師として関西きっての存在となった武田文吾とは友人かつよき競争相手であり、「喋りでは文ちゃんに負ける。しかし、馬の仕上げでは負けん」が口癖であったという。他方、人の好き嫌いは激しく、また「瞬間湯沸かし器」というほどの短気な性格が災いし、前述の浅野を含め馬主との衝突の末に馬を引き上げられたり、騎手となった平目孝志とも確執が生まれ、代替わりを機に関係を絶たれることも多かった。このため、晩年は良馬に恵まれなかったともいう。
1989年、先だって決まっていた調教師の定年制が実施されると、諏訪は関西所属の適用者第1号となり、同年2月28日をもって引退した。通算6752戦815勝。同年5月24日、肺炎のため80歳で死去した。

## 成績

### 騎手成績

#### 主な騎乗馬
- スモールジャック（1935年阪神帝室御賞典・秋、阪神農林省賞典・秋 1936年阪神記念）
- ダイナモ（1936年阪神帝室御賞典・秋）
- スモールドウター（1936年阪神記念アラブ系抽籤馬）

### 調教師成績

#### 主な管理馬
八大競走優勝馬
- ミスリラ（1956年桜花賞）
- スギヒメ（1961年桜花賞など重賞4勝）

その他重賞競走優勝馬
- ニッケー（1957年アラブ大障害・秋）
- タイゴンオー（1960年毎日杯 1961年京都記念・春）
- ヤマサカエ（1961年毎日杯）
- ゴールデンスター（1962年毎日杯）
- バリモスニセイ（1965年朝日チャレンジカップ、京都杯 1966年中日杯、阪急杯、鳴尾記念 1967年大阪杯、スワンステークス、京阪杯）
- ヤマヒロ（1965年京阪杯）
- サチマサオー（1966年京都大障害・春）
- ギンオーザ（1967年読売カップ・秋）
- ヤマニンダイヤ（1967年中山大障害・秋）
- スリービート（1971年愛知杯）
- ヤマニビーナス（1976年京都牝馬特別）
- スリーヨーク（1974年きさらぎ賞 1976年スポーツニッポン賞金杯、中日新聞杯）
- スズカクイン（1975年阪神障害ステークス・春）
- スズカフラワー（1977年小倉3歳ステークス）
- ヤマニンゴロー（1978年高松宮杯）
- シャイニングルビー（1986年中京記念）

## 弟子
主な弟子には調教師として天皇賞馬タイテエムを管理した橋田俊三（橋田満の父）、ランドプリンスに騎乗し皐月賞を制した川端義雄がいる。須貝彦三、須貝四郎、橋田満は孫弟子、須貝尚介は曾孫弟子にあたる。

## 親族
妻は中山競馬場所属の調教師であった東原玉造の長女。晩年に自宅の火災により死別している。東原実は義弟。また、弟子の大沢真（マーベラスクラウン、マーベラスサンデーなどの調教師）は一時諏訪の養子となり「諏訪真」を名乗っていたが、のちに大沢に復姓している。